# 김창집
김창집 (金昌集, 1648년(인조 26년) ∼ 1722년 5월 2일(경종 2년))은 조선 후기의 문신, 학자, 작가이다. 자(字)는 여성(汝成), 호는 몽와(夢窩), 시호(諡號)는 충헌(忠獻)이며, 본관은 본관은 안동(安東). 청음 김상헌(金尙憲)의 증손이며, 문곡 김수항(金壽恒)의 아들이다. 당색으로는 서인이었다가 노론, 소론 분당 후에는 노론에 가담하였다. 예조 판서 김창협(金昌協), 이조 판서 김창흡(金昌翕), 김창업 등의 형이다. 순조의 장인 김조순은 그의 4대손이었다.
당색으로는 노론이었으며, 노론의 영수였으나 소론인 조문명의 처삼촌이기도 하다.
소현세자빈 민회빈 강씨 일족의 억울함을 상소하여 신원, 복권시켰다. 경종 때 연잉군(후일의 영조)의 세제 대리청정을 주장했다가 소론에 의해 역모로 몰려 이이명, 조태채, 이건명 및 아들 김제겸, 손자 김성행 등과 함께 사사되어 이를 신임사화라 부른다. 이른바 노론 4대신으로 불리며, 창협(昌協), 창흡(昌翕), 창업(昌業), 창즙(昌緝), 창립(昌立)등 육창(六昌)으로 불린다.
아버지 김수항에 이어 영의정에 올라, 대를 이어 영의정을 지낸 것으로 유명하였다. 한성부 출신.

## 생애

### 생애 초반
척화신으로 유명한 좌의정 청음 김상헌의 증손으로, 할아버지는 동지중추부사 김광찬(金光燦)이고, 아버지는 영의정 문곡 김수항이며, 어머니는 현감 나성두(羅星斗)의 딸이다. 예조판서 김창협(金昌協) · 증 이조판서 김창흡(金昌翕)의 형이다. 이른바 노론 4대신으로 불리며, 창협(昌協), 창흡(昌翕), 창업(昌業), 창즙(昌緝), 창립(昌立)의 맏형으로 명문대가(名文大家)의 장자(長子)로 인조 26년(1648년) 무자 10월 29일 한성부에서 출생하였다.

### 초기 활동

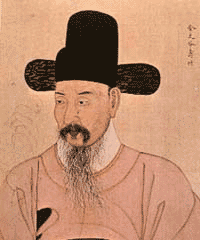
아버지 김수항

현종 14년(1673년) 계축 26살에 사마시에 입격하여 진사(進士)가 되었으나 숙종 1년(1675년) 을묘 7월 17일 선친(先親)이 예송 논쟁으로 화(禍)를 입어 영암에 유배되어 있었으므로 과거(科擧)를 미루고 있던 중 숙종 6년(1680년) 경신 4월 3일 선친이 유배(流配)에서 풀려나자 숙종 7년(1681년) 신유 내시교관(內侍敎官)을 특별히 제수 받아 관직에 나갔다.
이후 여러 벼슬을 거쳐 숙종 10년(1684년) 갑자 공조좌랑(工曹佐郞)으로 재직 중 37살 늦은 나이에 정시문과(廷試文科)에 을과(乙科)로 급제하여 숙종 11년(1685년) 을축 5월 25일 정언(正言), 같은 해 8월 25일 사헌부지평(司憲府持平)을 거쳐 같은 해 8월 22일 홍문록(弘文錄) 16명에 뽑히고, 같은 해 11월 16일 도당(都堂)에서 뽑은 홍문록(弘文錄) 15인에 뽑혔다.
숙종 12년(1686년) 병인 3월 13일 부수찬(副修撰), 같은 해 7월 9일 수찬(修撰), 7월 25일 헌납(獻納)이 되었으나 다음날 교리(校理)로 바뀌었다. 그 뒤 11월 24일 헌납(獻納), 12월 10일 이조좌랑(吏曹佐郞), 숙종 13년(1687년) 정묘 12월 26일 수찬(修撰), 숙종 14년(1688년) 무진 2월 6일 검상 (檢詳), 3월 18일 수찬(修撰)이 되었다.
5월 15일 홍문관 부응교(副應敎)를 거쳐 8월 2일 응교(應敎)가 되었으나 숙종 15년(1689년) 기사 윤 3월 21일 기사환국(己巳煥局)으로 남인이 집권하면서 선친(김수항)이 진도(珍島)에 유배(流配)되고 4월 9일 남인의 집중 공세로 사사(賜死)되어 벼슬을 버리고 귀향하여 장례를 치른 뒤 형제들과 함께 포천 영평(永平 = 경기도 포천) 백운산(白雲山)으로 들어가 산중에 숨어 지냈다.

### 관료 생활

#### 갑술환국 이후
숙종 20년(1694년) 갑술 4월 2일 갑술환국으로 서인이 집권하면서 아버지 김수항이 사면복관(赦免復官) 되어, 5월 5일 병조참의(兵曹參議)에 제수되었으나 한번 나와 사례한 후, 사직하고 부친의 묘소가 있는 경기도 양주(陽州)로 되돌아갔다. 같은 해 윤 5월 15일 승지(承旨), 8월 19일 대사간(大司諫), 숙종 23년(1697년)정축 6월 9일 승지(承旨) 등 여러 관직(官職)에 제수 되었으나 한번도 취임하지 않았다.
그 뒤 철원부사(鐵原府使)에 제수 되었을 때는 또 사직할 명분을 찾지 못해 마지못해 취임은 하였으나 그때에 도적들이 출몰하고 민심이 흉흉하여 관군으로 민심을 수습하고 폭도를 제압하였다.
숙종 24년 (1698년) 무인 11월 4일 강화유수(江華留守)에, 숙종 26년(1700년)경진 4월 11일 대사헌(大司憲), 숙종 27년 신사(1701년) 3월 20일 개성유수(開城留守), 9월 10일 내직으로 들어와 호조판서(戶曹判書)와 이조판서(吏曹判書)에 제수되었을 때 선친(先親)의 유계(遺戒)를 들어 수없이 사직상소(辭職上疏)를 올렸으나 관철되지 않아하여 고심할 무렵 숙종 29년 (1703년) 계미 6월 22일 선비(先妣:어머니) 안정 나씨(安定羅氏)가 세상을 떠나자 관작을 사퇴하고, 모친의 3년상을 마쳤다.

#### 우의정, 좌의정 재직 시절
그 뒤 숙종 31년(1705년) 을유 9월 14일 병조판서(兵曹判書)가 되어 복귀하였다. 숙종 32년(1706년) 병술 1월 8일 한성판윤(漢城判尹)이 되었다. 그러나 숙종 32년(1705년) 을유 10월 12일 우의정(右議政)에 제수되었으나 십수 차(十數次) 사직 상소(辭職上疏)를 올리고 등청(登廳) 하지 않았다. 그러나 숙종이 여러 차례 사관과 승지를 보내어 돈유(敦諭)하다가 임금이 특별히 유시(諭示)를 내려 판부사(判府事)로 임명되었다.
숙종 33년 정해(1707년) 1월 12일 좌의정(左議政), 숙종 33년(1707년) 정해 5월 23일 상소(上疏)하여 사직(辭職)하니 체직(遞職)을 허락하여 판부사(判府事)로, 숙종 36년(1710년) 경인 3월 26일 우의정(右議政)이 되었으나, 숙종 36년(1710년) 경인 1월 8일 사직서(辭職書)를 내고 경기도 양주(楊州)로 돌아갔다.
같은 해 성문(城門) 밖에서 정고(呈告)하기를 44번에 이르렀는데, 그때마다 임금이 사관(史官)을 보내어 면유(勉諭)하여 마지못해 등청(登廳)하기로 하고, 숙종 37년(1711년) 신묘 4월 19일 좌의정(左議政)이 되었으나 사직상소(辭職上疏)를 18번 올렸고 임금은 불윤비답(不允批答)을 계속 내렸다.
숙종 38년(1712년) 임진 1월 15일 정사(呈辭)가 열 아홉 번째 올라왔으므로, 임금이 명하여 잠시 사직(辭職)을 허락하고, 같은 해 10월 29일 정사(正使) 김창집(金昌集)이 상직(相職)을 사임하여 체직되었으므로 마땅히 판중추부사(判中樞府事)로, 같은 해 11월 3일 청나라에 파견되는 동지사(冬至使)겸 사은사(兼謝恩使)로 선발되어 부사(副使) 윤지인(尹趾仁) 등과 함께 심양으로 출발한후 숙종 39년(1713년) 계사 3월 30일 심양에서 돌아왔다.
숙종 39년(1713) 계사 8월 29일 좌의정(左議政)에 제수되었고 숙종 40년(1714) 갑오 10월 18일 첫 번째 사직상소(辭職上疏)를 올리고 그 후 열번이 넘게 사직을 원했으나 상이 사관(史官)과 승지(承旨)를 보내 위유(慰諭)하였다.
숙종 42년(1716)병신 7월 6일 행 판중추부사(行 判中樞府事)가 되었으나 9월 11일 면직을 청하였다. 숙종 43년(1717) 정유 5월 12일 영의정(領議政)에 올랐으며, 숙종 46년(1720) 경자 6월 8일 숙종(肅宗)이 승하(昇遐)하여 원상(院相)으로 정사(政事)를 돌보게 되었다.

### 생애 후반
경종에게 연잉군(훗날의 영조)을 왕세제(王世弟)로 책봉해야 된다고 주장하였다. 경종이 즉위해 34세가 되도록 병약하고 자녀가 없자, 후계자 선정 문제로 노론과 소론이 대립하였다. 노론 4대신의 한 명으로 연잉군을 옹립하여 왕세제(王世弟)로 책봉한 후 대리청정을 주장했다가 경종을 지지하는 소론의 공격을 받아 사직했다. 이후 소론과 남인으로부터 공세와 비판의 대상이 되었다.
경종 1년(1721년) 신축 8월 20일 왕자 금(衿)을 왕세제(王世弟)로 삼았고 왕세제의 대리청정을 상소(上疏)하여 처음에는 경종(景宗)이 대소 정사(政事)를 세제(世弟)에게 맡길 것을 허락했으나 소론(少論)의 격렬한 반대로 실패하였다.
같은 해 10월 11일 영의정(領議政)을 치사(致仕)하고자 하였으나 윤허하지 않았고, 같은 해 10월 17일와 12월 9일에 조태구(趙泰耈)의 간언(諫言)에 따라 세제 대리청정(世弟 代理聽政)의 명(命)을 거두었고 소론의 극렬한 탄핵으로 노론이 축출되고 소론 일색의 정국이 되었다.

### 유배와 사사
1721년(경종 1년) 스승격인 권상하가 죽자 노론의 영수가 되었다. 그러나 그해 12월 10일 지평 윤성시가 김창집, 조성복 등의 죄를 논하고 이들을 벌할 것을 청하였고, 12월 25일 양사(兩司)에서 김창집 등을 안율해 처단할 것과 조성복(趙聖復)을 배소로 돌려보내라는 명(命)을 거둘 것을 청하였고, 곧 이어 소론의 김일경(金一鏡), 목호룡(睦虎龍) 등이 노론의 반역 도모를 주장하여 12월에 신임환국(辛壬換局)이 발생했다.
이때 목호룡의 고변에 의한 임인옥사 때 그는 그의 손자 김성행이 주동자의 한사람으로 지목되면서 그는 경상남도 거제도(巨濟島)에 위리안치(圍籬安置) 되었다가 이듬해 1월에 경상북도 성주(星州)로 이배(移配)되었다.
경종 2년(1722년) 임인 4월 18일 영의정 조태구(趙泰耈), 좌의정 최석항(崔錫恒)이 원로 대신이므로 정형(正刑)에 처하지 말고 국문(鞠問)을 하자고 청하였으나 경종은 이를 허락 하지 않았고, 같은 해 4월 29일 성주(星州) 요도(蓼島)에서 도사(都事) 정암(靜菴) 조광조(趙光祖)의 후손 조문보(趙文普)에 의해 억울하게 사사(賜死)되었다.
사사되기 전 후손들에게 남기는 편지를 작성하고 사약에 임한다. 사약을 들고 온 금부도사 조문보는 그에게 사약을 어서 마시라고 독촉이 심했다. 김창집은 그를 보며, "어찌 네 선조를 생각지 않느냐!"며 호통을 친뒤, 시 한수를 읊고 도성을 향해 배를 올린뒤 사약을 마셨다. 당시 그의 나이 향년 75세였다.

### 사후
조선 말의 학자 김원행도 그의 손자였고, 조선 말 안동 김씨의 세도 정치를 연 김조순(金祖淳)은 그의 4대손이 된다.
영조(英祖) 즉위(1725년) 후 즉시 관작(官爵)이 복구(復舊)되고, 영조의 묘정(廟庭)에 배향되었고, 영조 1년(1725년) 을사 8월 16일 과천에 사충서원 (四忠書院)을 세워 사액(賜額)하고 이이명(李頤命), 조태채(趙泰采), 이건명(李健命)과 함께 배향(配享)했으며, 거제의 반곡서원(盤谷書院) 등에 제향(祭享) 되었고, 시호(諡號)는 충헌(忠獻)이다. 저서로는 ≪국조자경편(國朝自警編)≫, ≪몽와집(夢窩集)≫ 등이 있다. 묘소는 경기도 여주군 대신면 초현 2리에 있다.

## 저서
- ≪국조자경편 國朝自警編≫
- ≪몽와집 夢窩集≫
- ≪연행훈지록≫

## 사상과 신념

### 소현세자빈 복위 주장
서인 출신 학자 학주 김홍욱이 소현세자빈 민회빈 강씨와 강씨의 친정 일족의 복권을 주청했다가 장살당한 뒤, 민회빈과 강씨의 억울함을 쉽게 표현하지 못했다. 그는 민회빈 강씨의 일족이 억울하게 죽었음을 고하고 이들의 사면, 복권을 주청하여 성사시켰다.

### 후손들에게 남긴 유지
아들 김제겸에게 남긴 유지

천리 밖에 끌려와 온갖 욕을 다 받았으니, 도리어 한번 죽어 통쾌함만 같지 않구나. 바로 성산에 도착해서야 비로소 후명(後命)이 있음을 들었다. 금오랑이 이르면 바로 목숨을 거두어 갈 것이다. 굽어보고 우러러 보매 부끄러움이 없으니, 웃음을 머금고 지하에 들어갈 것이다. 다만 너와 서로 얼굴도 못본 채, 게다가 너의 생사조차 알지 못하니, 이 한스러움만은 다함이 없구나. 단지 네가 잘 심문에 대답하여서 살아 옥문을 나오기만 바랄 뿐이다. 거제도에 있을 적에 이미 영결을 고하는 편지를 보냈으니, 이번엔 자세한 말을 되풀이 하지 않는다.

1722년 4월 27일

千里被逮, 僇辱備至, 反不如一死之爲快. 卽到星山, 始聞有後命. 金吾郞至, 則卽將受命矣. 俯仰無怍, 含笑入地. 而只與汝不相面, 又不知汝之生死, 此恨最無窮矣. 只冀汝善爲納供, 生出獄門耳. 在巨濟, 已有告訣書, 玆不復縷縷

기외손민백순서(寄外孫閔百順書):외손자 민백순에게 남긴 편지
전후의 편지는 근래 마음이 어지러워 답장하지 못했다. 너는 틀림없이 우울해 하고 있겠지? 매번 네 편지를 보면 시대를 상심하는 마음이 글 밖에 넘쳐나더구나. 이제 나는 장차 죽을 것이다. 네거 어떤 마음가짐을 지녀야 하겠느냐? 모름지기 길게 상심하지 말아라. 오직 네 어미를 보호하는 데 마음을 쏟아 네 어미가 보전함을 얻는다면 내가 눈을 감을 수 있겠다. 네가 능히 문자를 즐기니, 이는 반드시 내 권유를 기다리지 않고도 성취가 끝없을 것이다. 다만 삼가서 지키나가기를 바란다. 너의 자는 순지(順之)로 정하는 것이 좋겠다. 〈등루부(登樓賦)〉는 살펴보아 보내지 못하니 안타깝구나.

1722년 4월 28일

前後書, 近緣心擾, 未克作答. 汝必爲鬱也. 每見汝書, 傷時之意, 溢於辭表. 今余將死矣. 汝作何如懷耶. 須勿永傷. 惟以保護汝慈爲意, 俾得保全, 則余目可瞑矣. 汝能嗜文字, 此則必不待余勸而成就無量也. 只冀愼護. 汝字, 以順之爲定, 可也. 登樓賦, 未及考送, 可嘆.

기제손서(寄諸孫書):여러 손자들에게 보내는 유서

오늘의 내 화(禍)는 진실로 면하기 어려운 줄로 안다. 하지만 네 아비와 형들은 능히 살아서 옥문을 나섰느냐? 하는 생각이 이에 이르매 눈을 장차 못 감겠구나. 다만 바라기는, 너희들이 화변(禍變)을 가지고 스스로 자포자기하지 말고, 더욱 학업을 부지런히 정진하여 반드시 독서하는 종자가 끊어지는 근심이 없게끔 해야만 한다. 할말은 많지만 이만 줄인다.

1722년 4월 28일

余之今日之禍, 固知難免, 而汝之父與兄, 其能生出獄門耶. 念之至此, 目將不瞑矣. 惟望汝等勿以禍變而自沮, 益勤學業, 俾無讀書種子仍絶之患, 至可至可, 餘不一.

## 시
아비를 사랑하듯 임금 사랑했으니 / 愛君如愛父
하늘 해가 내 붉은 맘 비춰주리라. / 天日照丹衷
선현께서 남기신 이 두 구절이 / 先賢此句語
슬프기가 고금에 한가지로다. / 悲絶古今同

## 기타
- 순조비 순원왕후의 친정아버지 김조순은 김창집의 4대손이었다. 김조순 등은 노론 중에서도 시파에 속했는데, 이 때문에 정조는 김조순의 딸 순원왕후를 세자빈으로 간택한다.

- 소론 중 조문명, 조현명 일가와는 개인적으로 친분관계였다. 조문명은 그의 동생 김창업의 사위로 그의 조카사위였고, 그의 다른 동생인 김창협의 문하생이었다. 또한 효장세자빈 현빈 조씨의 외종조부이기도 하다.
- 겸재 정선이 20세에 김창집(金昌集)의 천거로 도화서의 화원이 되어 현감(縣監)에 이르렀다.

## 가족 관계
- (할아버지) 동지중추부사 증의정부영의정 김광찬(金光燦)
  - (아버지) 의정부영의정 문곡 김수항(金壽恒)
  - (어머니) 안정 나씨, 나성두(羅星斗)의 딸
    - (동생) 성균관대사성 예조판서 농암 김창협(金昌協)
    - (동생) 사헌부집의 증이조판서 삼연 김창흡(金昌翕)
    - (동생) 김창업(金昌業)
    - (동생) 김창즙(金昌緝)
    - (동생) 김창립(金昌立)
    - (부인) 박씨
      - (장남) 승정원우부승지 증 의정부좌찬성 김제겸(金濟謙)
        - (손자) 증영의정 김성행(金省行)
        - (손자) 증 좌찬성 김달행(金達行)
        - (손자) 공조참의 김원행(金元行) - 동생 김창협에게 입적됨
        - (손자) 남원부사 김탄행(金坦行)

      - (장녀) 안동김씨
      - (사위) 민창수(閔昌洙, 민진원의 아들)

  - (장인) 박세남(朴世楠)
- (외조부) 나성두(羅星斗)

## 관련작품
- 《장희빈》 (KBS2, 2002년, 배우: 이성용)
- 《대박》 (SBS, 2016년, 배우: 이재용)
- 《해치》 (SBS, 2019년, 배우: 이원재)

## 같이 보기
| - 신임사화 - 서인 - 노론 - 소론 - 김수항 - 김수흥 - 송시열 - 김광찬 - 민유중 - 이이명 - 이건명 - 숙종 - 경종 - 영조 | - 탕평책 - 김창업 - 김창협 - 김조순 - 조현명 - 조문명 - 조태채 - 조태구 - 효순 현빈 |